# Bãi biển Thuận An

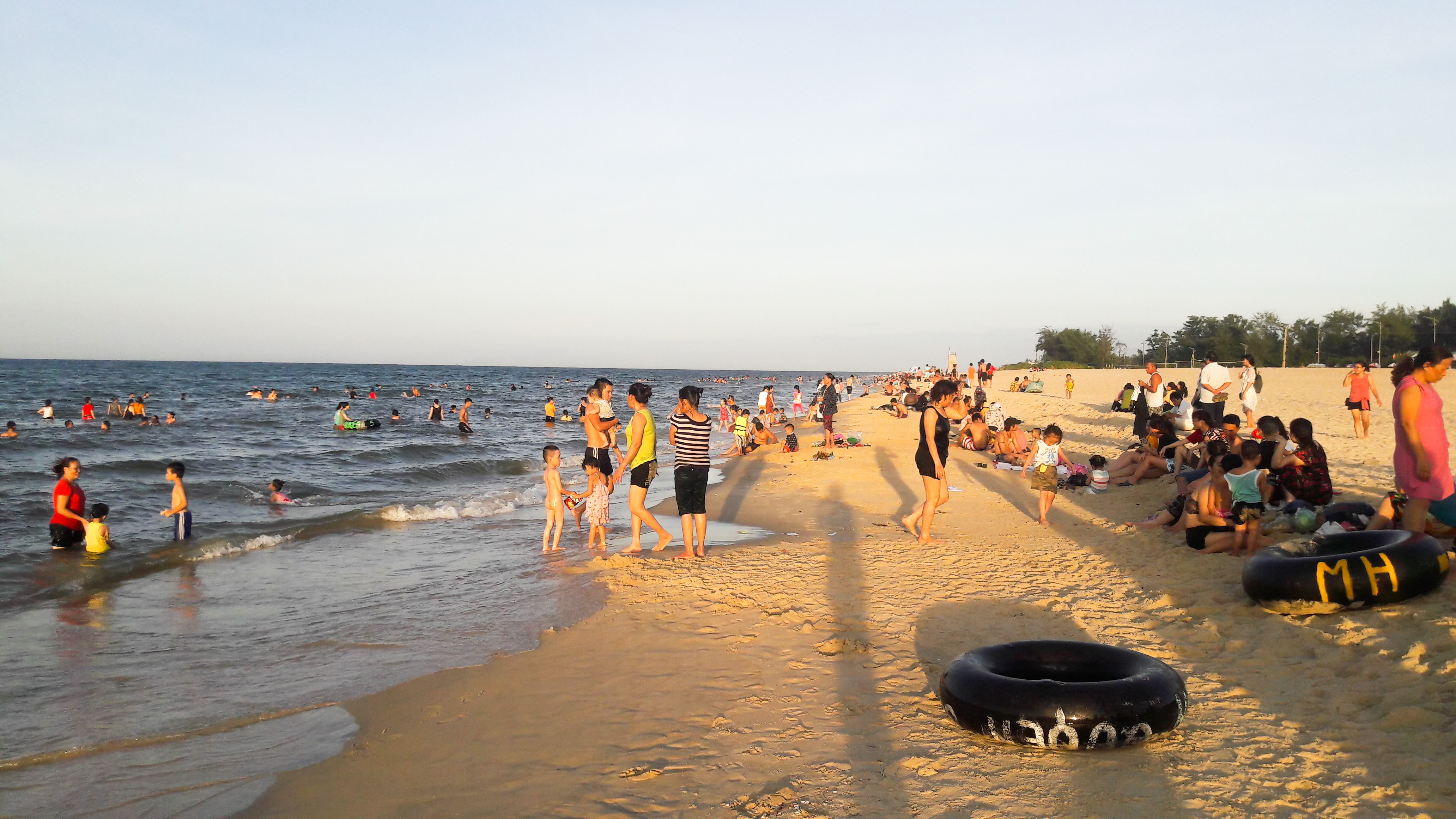
Bãi biển Thuận An đông người vào buổi chiều, 2019

Bãi biển Thuận An là một bãi biển thuộc phường Thuận An, quận Thuận Hóa, thành phố Huế, biển nằm ngay bên cạnh cửa biển Thuận An. Cùng với biển Lăng Cô, phá Tam Giang thì biển Thuận An cũng chính là một kiệt tác của thiên nhiên ở Huế thu hút du khách mọi miền. Đây chính là nơi sông Hương xuôi dòng hướng phá Tam Giang rồi đổ ra biển Đông, hòa cùng đại dương mênh mang. Do vậy mà bãi biển Thuận An mang một vẻ đẹp riêng giữa ánh sắc của dòng sông hiền hòa và biển cả rộng lớn. Nhà vua Thiệu Trị đã xếp bãi biển Thuận An là danh thắng thứ 10 trong Thần kinh nhị thập cảnh. Bãi biển cách trung tâm thành phố Huế chừng 12 km về phía đông. Khách du lịch Huế đi từ trung tâm thành phố muốn chiêm ngưỡng bãi biển Thuận An chỉ phải mất chừng 20 phút đi taxi, nửa tiếng đi xe máy hoặc 45 phút dạo trên xe đạp. Bãi biển nổi tiếng với nhiều hải sản phong phú (như tôm, cua, cá, mực, sò, ghẹ,...) và các đặc sản nổi tiếng của Huế như bánh lọc Huế, bánh ép Thuận An. Thời kỳ tấp nập nhất ở đây thường kéo dài từ tháng 4 đến tháng 10 lúc tiết trời ở Huế nói riêng và ở miền trung nói chung trở nên nóng bức nhất. Đến với bãi biển Thuận An, không chỉ có ngắm cảnh, vui đùa tắm mát mà khách du lịch còn có cơ hội khám phá làng chài, trải nghiệm cuộc sống của ngư dân về đêm, để chiêm nghiệm nhiều hơn những điều mới mẻ. Những chiếc thuyền đánh cá mưu sinh như nhỏ bé trước đại dương bao la, giống hệt như phận đời lênh đênh của người làng chài, thế nhưng ai cũng mến, cũng thương, quyết không bỏ cái nghiệp mà cha ông đã để lại.
Bãi biển Thuận An chưa được đưa vào khai thác du lịch nhiều nên vẫn giữ được vẻ đẹp nguyên sơ, đâu đó là nét đẹp bí ẩn hết sức đằm thắm như người xứ Huế, làm trái tim người về cứ thổn thức nhớ thương và tò mò muốn khám phá mãi. Với sức hút của mình, trong tương lai, bãi biển Thuận An hẳn sẽ là một trong những điểm đến làm nên nét du lịch Huế đáng để tự hào. Nếu đi buổi sáng thì ngắm bình minh ở biển Thuận An là một trong những trải nghiệm tuyệt vời của du khách về nơi đây. Từ trung tâm thành phố Huế, bạn có thể bắt đầu xuất phát lúc 4 giờ để di chuyển xuống biển. Được ngắm biển sớm và tắm dưới làn nước trong xanh mát rượi quả thực rất tuyệt vời. Nếu đi buổi chiều, ngoài tắm biển, bạn có thể trải nghiệm các món hải sản ở đây, đặc biệt có đặc sản bánh ép Thuận An cực kỳ nổi tiếng.